# گوروکا
کوندیاوا مرکز استان ارتفاعات شرقی، واقع در کشور پاپوآ گینه نو است. 

## نگارخانه

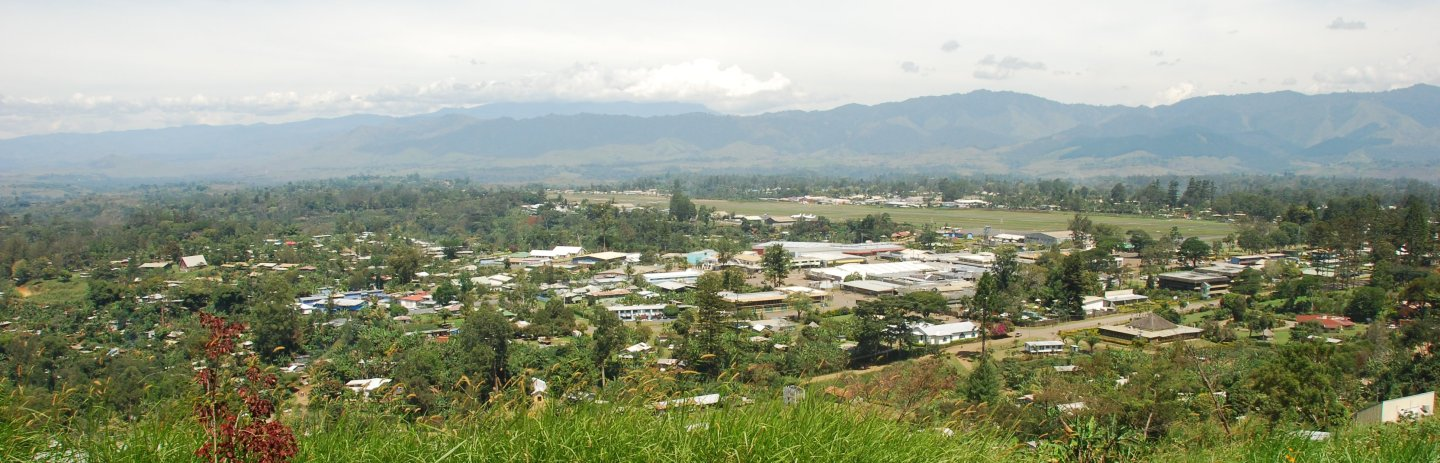
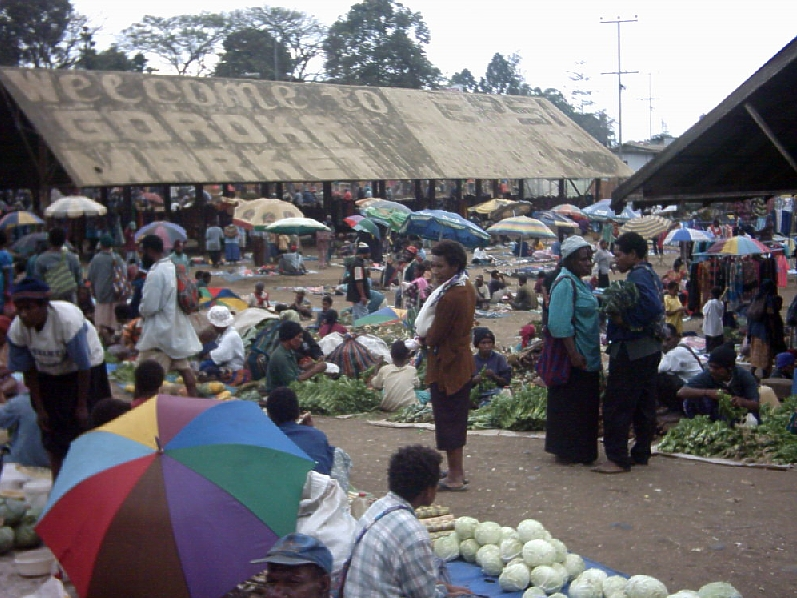